# Jakobsbergs sjukhus

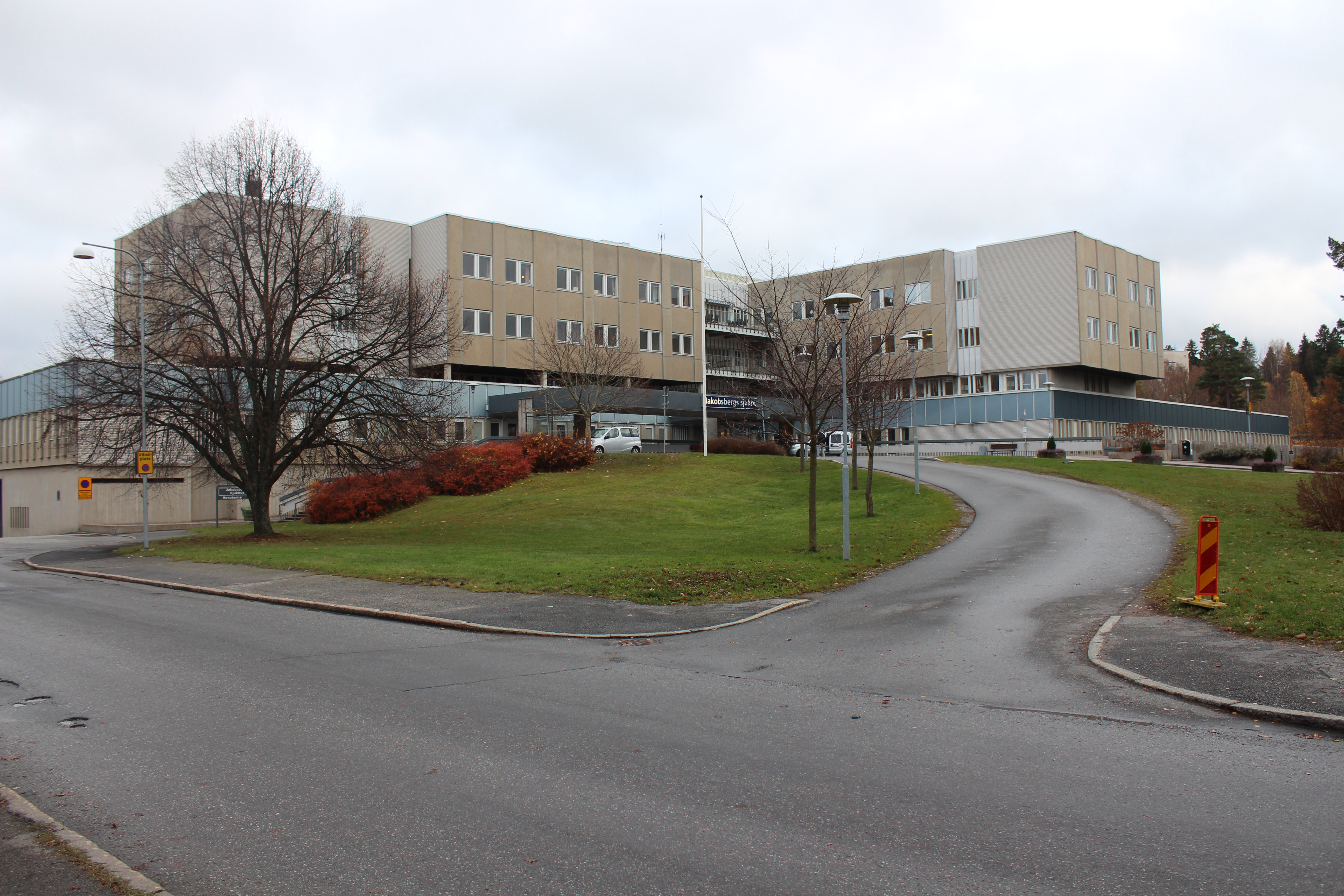
Jakobsbergs sjukhus

Jakobsbergs sjukhus är ett sjukhus i Jakobsberg, Järfälla kommun. Sjukhuset ägs av Region Stockholm.
Sjukhuset har en vårdcentral, ett antal geriatriska avdelningar, en folktandvårdsmottagning, en primärvårdsrehabilitering, Barn- och ungdomsmedicinsk avdelning (BUMM), logopedmottagning och ett apotek.